# Salim Washington
Salim Washington (* 8. Juli 1958 in Memphis (Tennessee) als Michael S. Washington) ist ein amerikanischer Jazzmusiker (Tenorsaxophon, Flöte, Oboe, Komposition) und Kulturhistoriker.

## Leben und Wirken
Washington wuchs in Detroit auf und besuchte dann das Harvard College, das er 1978 verließ, um als Musiker zu arbeiten. Er wurde vom Trompeter Billy Skinner und den Saxophonisten Bill Pierce und Joe Allard unterrichtet. Er spielte zunächst im Worlds Experience Orchestra, das von dem Bassisten Jamil Jones geleitet wurde. Dann tourte er mit Solar und arbeitete anschließend in Detroit mit Hakim Jami, Roy Brooks und anderen Bands. Während eines Großteils der 1980er Jahre gehörte er zum Doppelquartett von Billy Skinner in Boston, um dann seine eigene Band Roxbury Blues Aesthetic zu gründen. Daneben engagierte er sich politisch und studierte seit 1993 an der Harvard University amerikanische Geschichte und promovierte 2001 zum Thema Beautiful Nightmare: Coltrane, Jazz, and American Culture. Zudem komponierte er für unterschiedliche Ensembles wie das Phantom Arts Ensemble, die Flamingos, die New School oder die Des Moines Symphony.
2001 zog er nach New York, wo er Mitglied in Frank Lacys Vibe Tribe wurde und als Professor ans Konservatorium des Brooklyn College berufen wurde. Ab 2002 leitete er das Harlem Arts Ensemble, dem neben Lacy auch Melanie Dyer und sein Sohn Malik angehörten, und tourte international mit der Creative Music Coalition. Auch arbeitete er mit Donald Smith, Ahmed Abdullahs Diaspora, Jabbo Wares We, Me and Them Ensemble, Antonio Dangerfields Ensemble Uniqua, dem Brooklyn Repertory Ensemble, Fred Hos Afro-Asian Music Ensemble und der Henry Cook Band. In der Eco-Music Big Band fusioniert er die Musik von Fred Ho mit der von Cal Massey. Er ist auch auf Alben von Makanda Project, Bill Lowe/Carl Atkins und Katy Roberts zu hören. Nach ersten Lehrerfahrungen in Südafrika 2009 wurde er 2013 Professor an der Musikfakultät der University of KwaZulu-Natal.
Er ist mit der Bratschistin Melanie D. Dyer verheiratet.

## Diskographische Hinweise
- Salim Washington & RBA: Love in Exile featuring Joe Bonner (Accurate 1997)
- Salim Washington and the Harlem Arts Ensemble Harlem Homecoming (Ujam  2006)[1]
- Salim Washington with the Donald Smith Quintet A Night at St. Nick's (CIMPol 2007)
- You Can Fly (Cadence Records 2007)
- Dogon Revisited (Passin’ Thru Records, 2018)

## Schriften
- Farah Jasmine Griffin & Salim Washington: Clawing at the Limits of Cool: Miles Davis, John Coltrane, and the Greatest Jazz Collaboration Ever. St. Martin’s Press 2008; ISBN 0-312-32785-4